# Sabrina Schmatz

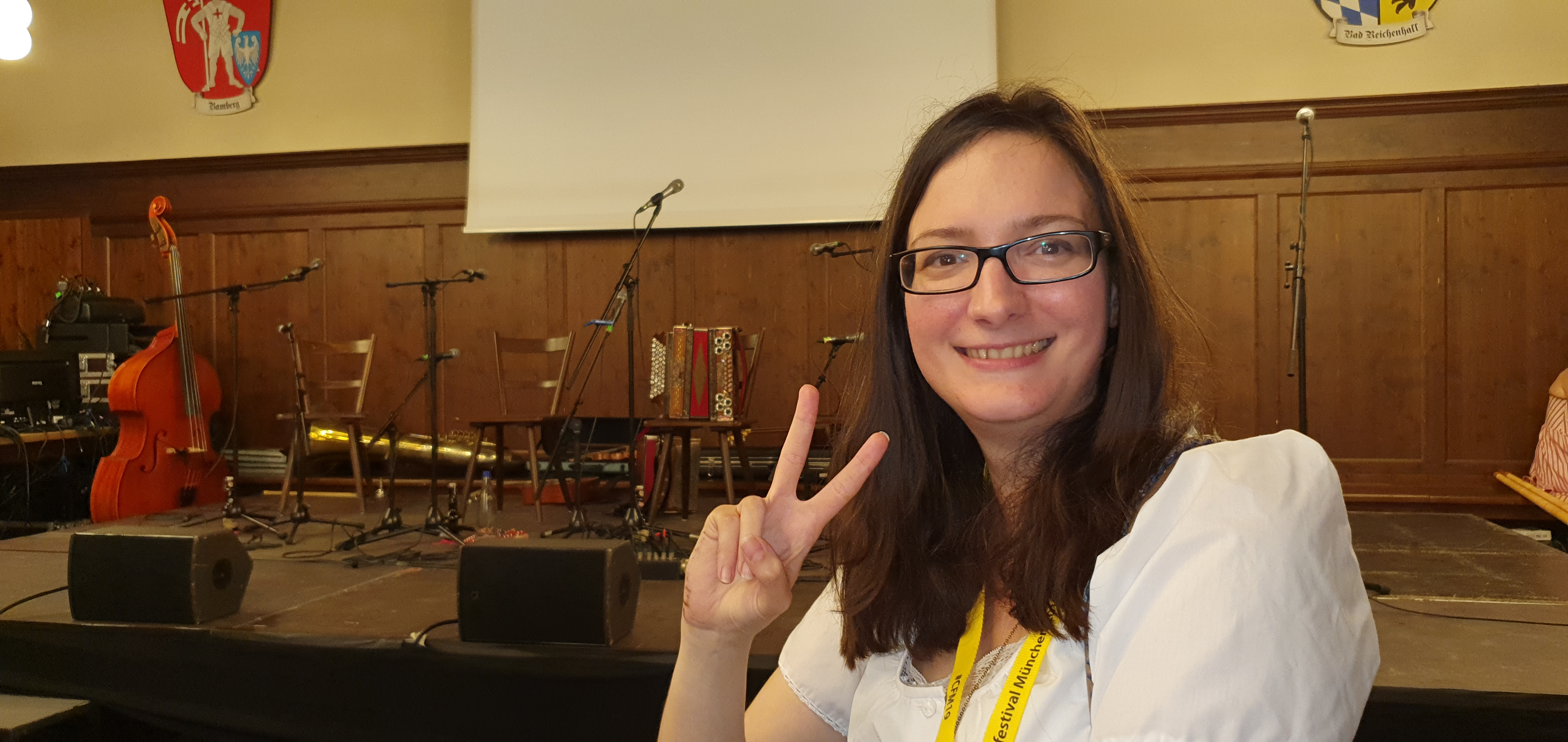
Im Jahr 2019 auf dem Comicfestival München

Sabrina Schmatz (* 25. November 1983 in München) ist eine deutsche Comiczeichnerin, Comicautorin, Illustratorin und Mangaka.

## Leben
Sie ist Autodidaktin. Auf mehreren Onlineplattformen ist sie mit Künstlernamen aktiv. Unter Iruka veröffentlicht sie ihre Arbeiten auf Animexx und auf DeviantArt unter Irukakachan. Ihr bekanntester Künstlername ist Sabu. Unter diesem veröffentlichte sie auf einer Onlineplattform für Comics ihre ersten Seiten von München 1945, eine Serie für die sie u. a. im NS-Dokumentationszentrum München recherchierte. Dadurch wurde der Verlag Schwarzer Turm auf sie aufmerksam und nahm die Serie in sein Programm auf. Später veröffentlichte der Carlsen Verlag eine überarbeitete Gesamtausgabe (2021/22 als zweibändiges Hardcover und 2025 als einbändiges Softcover). Zusammen mit dem Veranstalter des Münchener Comic Festivals Heiner Lünstedt moderiert sie die Vergabe des PENG! – Preises.
Sabrina Schmatz lebt und arbeitet in München.

## Werke (Auswahl)
- Lime Law 1, (Anthologie). Fireangels, 2011
- München 1945. Schwarzer Turm, 2016–2020, 6 Bände.

## Ausstellungen (Auswahl)
- 2021: Alte Kongresshalle auf dem Comicfestival München[6]
- 2022: Wieslocher Comictage, Palatin Kongresszentrum, Wiesloch[7]

## Preise
Im Jahr 2017 gewann sie den ICOM Independent Comic Preis in der Kategorie „Herausragendes Artwork“ für ihre Serie MÜNCHEN 1945.